# Village Vehicle

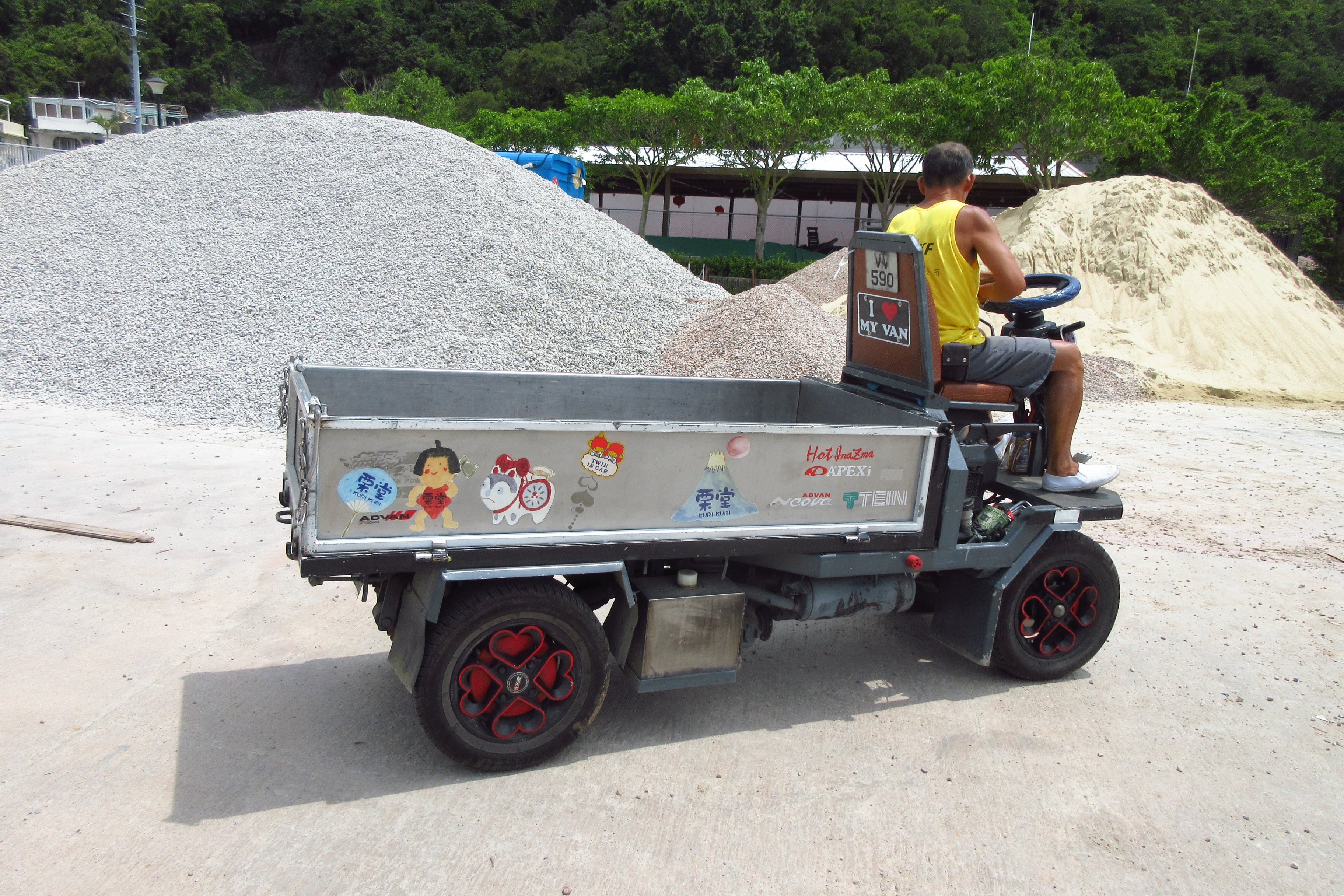
Ein Village Vehicle auf Lamma Island

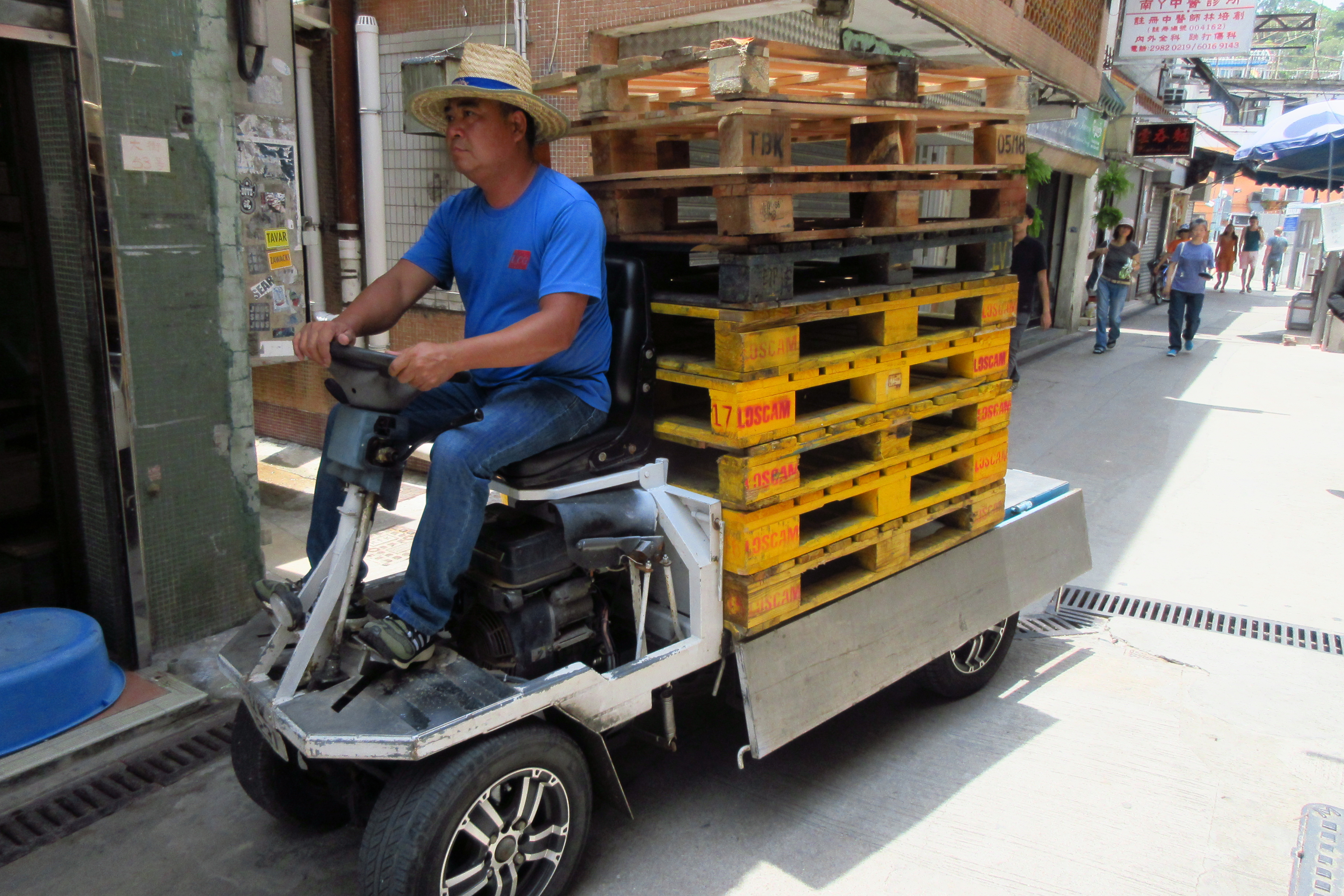
Ungesicherter Transport von Paletten mittels Village Vehicle

Village Vehicle (kurz VV; chinesisch 鄉村車輛, Jyutping Hoeng1 cyun1 ce1 loeng6) bezeichnet kleine Transport-Fahrzeuge in Hongkong.
Sie sind fast ausschließlich auf den abgelegenen Outlying Islands im Islands District zu finden. Zu diesen Inseln besteht keine Straßenverbindung über Brücken oder Tunnel und sie sind in der Regel autofrei. Die Village Vehicles werden oft zum Transport von Gütern auf den Inseln sowie zum jeweiligen Fähranleger genutzt, ähnlich wie andernorts Elektrokarren. Aufgrund ihrer Größe können die Fahrzeuge auch durch die häufig engen Wege und Straßen auf den Inseln fahren.
Es gibt keine Standard-Bauweise, viele moderne Modelle haben Lenkräder, andere Ruder. Auch Trittstufen sind bei einigen Modellen vorhanden. Varianten mit drei oder vier Rädern sind zu finden. Die meisten Village Vehicles verfügen über einen Fahrersitz ohne Kabine und eine Ladefläche. Sofern die transportierten Güter nicht ausreichend gesichert sind, ergeben sich Gefahrenquellen, da die Fahrer in der Regel ungeschützt sind.
Die wesentlichen Gemeinsamkeiten sind daher eher in deren Größe und Funktion zu finden. Die Regierung von Hongkong definiert Village Vehicles wie folgt:

“a motor vehicle, controlled either by a driver or a pedestrian, having an overall length not exceeding 3.2 metres and an overall width not exceeding 1.2 metres, constructed or adapted primarily for the carriage of goods on roads in rural areas or areas inaccessible or closed to other motor vehicles”

„ein Motorfahrzeug, entweder von einem Fahrer oder einem Fußgänger kontrolliert, mit einer Gesamtlänge von max. 3,2 Metern und einer maximalen Breite von 1,2 Metern konstruiert oder umgebaut primär für den Transport von Gütern auf Straßen in ländlichen Gebieten oder Gebieten, die für andere motorisierte Fahrzeuge nicht erreichbar oder geschlossen sind“

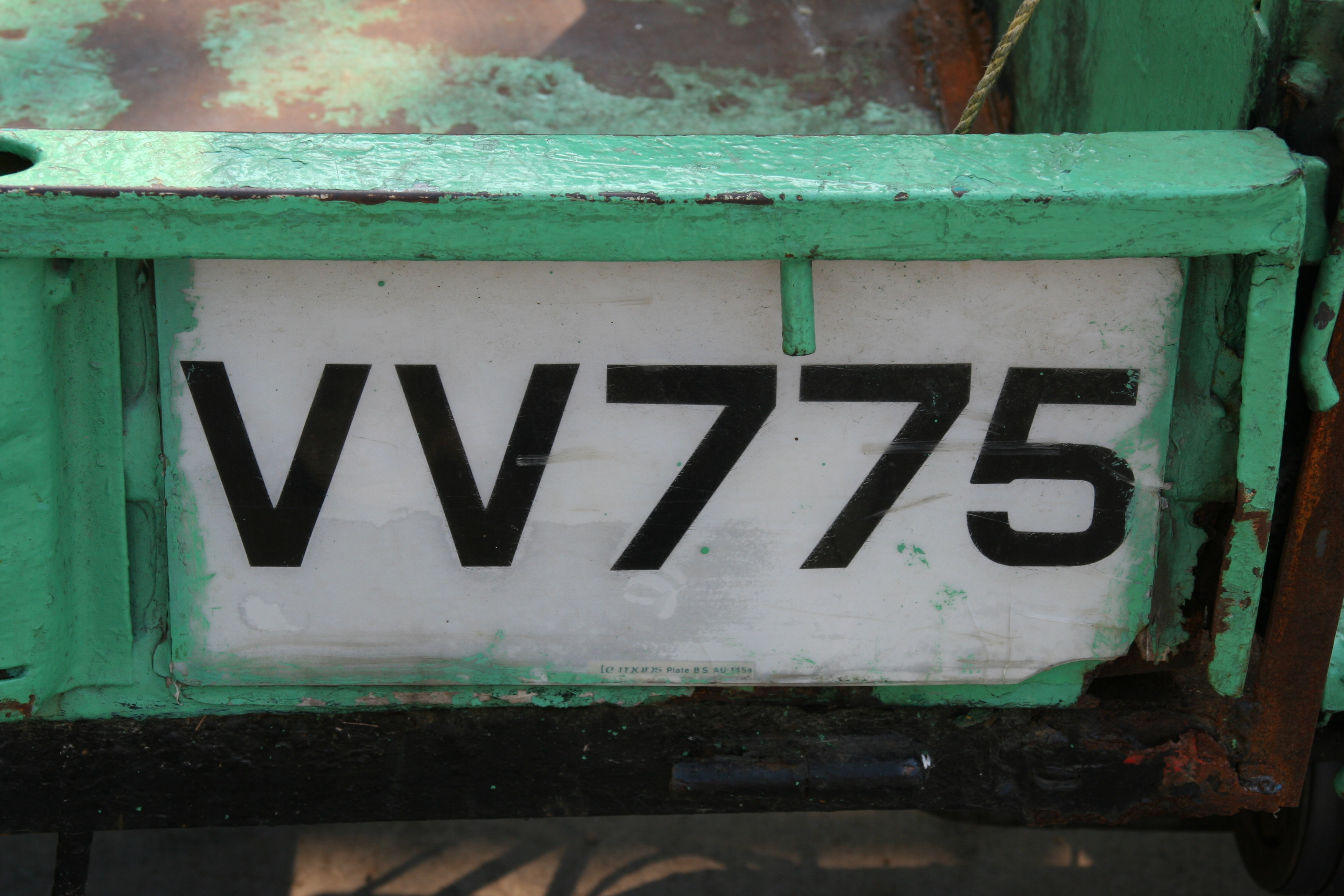
Kennzeichen

In Hongkong sind Village Vehicles seit 1987 erlaubt. Die Kfz-Kennzeichen der Village Vehicles beginnen immer mit VV. Die Voraussetzungen für die Anmeldung eines Village Vehicles sind in den Road Traffic (Village Vehicles) Regulations (Cap. 374N) festgelegt. Fahrer müssen mindestens 18 Jahre alt sein. Der Hubraum der Motoren ist auf max. 300 cm³ beschränkt, eine Geschwindigkeitsbeschränkung besteht hingegen nicht mehr. Ursprünglich sollte diese bei 40 km/h liegen. Es können örtliche Einschränkungen verhängt werden (z. B. ein Verbot auf belebten Straßen oder zu bestimmten Zeiten, etwa am Wochenende). Teilweise gab es Proteste von Anwohnern wegen einer vermeintlich gefährlichen und zu schnellen Fahrweise einiger Fahrer von Village Vehicles, so zum Beispiel auf der Insel Lamma Island.
Ein Hersteller von Village Vehicles ist die Kwok Tai Motor & Pump Company Ltd in Yuen Long; bei vielen der Fahrzeuge ist die Herkunft allerdings nicht eindeutig. Teilweise kommen auch umgebaute Golfcaddys zum Einsatz.